# Кириковский сахарный завод
Кириковский сахарный завод — предприятие пищевой промышленности в посёлке городского типа Кириковка Великописаревского района Сумской области Украины.

## История
В конце XIX века к селу Кириковка Кириковской волости Ахтырского уезда Харьковской губернии Российской империи была проложена узкоколейная железная дорога, в 1895 году по ней началось движение, что способствовало экономическому развитию селения.
В 1913 году сахарозаводчик П. И. Харитоненко купил находившийся в соседнем селе Янковка Янковский сахарный завод и принял решение перенести его ближе к железнодорожной станции - в село Кириковку. После перемещения завода на новое место предприятие сохранило прежнее название - Янковский сахарный завод.

### 1917 - 1991
В конце 1917 года в селе была установлена Советская власть, а в январе 1918 года сахарный завод был национализирован. В середине марта 1918 года вдоль железной дороги Кириковка - Богодухов начались бои между РККА и наступающими немецкими войсками, в начале апреля 1918 года оккупировавших село и начавших изымать и вывозить продовольствие (в том числе, сахар) в Германию. Немецкие войска оставались здесь до ноября 1918 года, в дальнейшем до декабря 1919 года село находилось в зоне боевых действий гражданской войны. 4 декабря 1919 года части 3-й бригады 41-й стрелковой дивизии РККА выбили из Кириковки части ВСЮР и Советская власть была восстановлена.
В июне 1920 года на Янковском сахарном заводе был создан заводской комитет, под руководством которого в этом же году предприятие было восстановлено и возобновило работу. В это же время началась ликвидация неграмотности среди рабочих, а с 1923 года началось повышение их квалификации. В дальнейшем для повышения образовательно-культурного уровня и организации досуга был открыт заводской клуб. В особняке управляющего заводом была открыта школа.
В 1924 году предприятие получило новое название - Сахарный завод имени газеты «Правда». В это время численность рабочих составляла 300 человек, за заводом было закреплено 6413 гектар земли под посадки сахарной свеклы (кроме того, свекла закупалась у местных жителей). В мае 1925 года заводская профсоюзная организация насчитывала уже 603 человек, а завод восстановил довоенный объем производства.
В ходе индустриализации СССР в 1928 году завод был расширен (в его состав были включены два новых отделения), в 1931 году была завершена его реконструкция, в ходе которой трудоёмкие производственные процессы были механизированы, внедрены новые технологии и к заводу проложили железнодорожную ветку.
26 февраля 1932 года начался выпуск заводской многотиражной газеты.
В 1935 году в стахановском движении участвовали свыше 50 рабочих завода (свыше десяти из которых являлись коммунистами), при этом аппаратчик Б. Баклан сумел обслуживать четыре аппарата вместо двух. В результате, в 1935 году завод досрочно выполнил годовой план производства и дополнительно произвел ещё 64 тыс. центнеров сахара сверх плана.
После начала Великой Отечественной войны в связи с приближением линии фронта оборудование завода было эвакуировано в Башкирскую АССР (там начал работу Правдинский сахарный завод), а село Кириковка 17 октября 1941 было оккупировано немецкими войсками.
8 сентября 1943 года части 147-й стрелковой дивизии РККА освободили село и началось восстановление полуразрушенного сахарного завода (общий убыток, причиненный предприятию в ходе боевых действий и немецкой оккупации составил 6,8 млн. рублей).
В 1945 году завод был полностью восстановлен, в 1948 году превысил довоенный объем производства сахара, а в 1949 году выполнил годовой план производства сахара с опережением на шесть дней и получил третью премию по результатам всесоюзного соревнования предприятий сахарной промышленности.
В 1967 году завод за собственные средства построил новую поселковую школу, а в старом здании школы открыли детский сад.
В целом, в советское время сахарный завод являлся крупнейшим предприятием посёлка и всего Великописаревского района, на его балансе находились объекты социальной инфраструктуры.

### После 1991
После провозглашения независимости Украины завод перешёл в ведение Государственного комитета пищевой промышленности Украины.
В 1993 году на складе готовой продукции завода начался пожар, который продолжался больше месяца и причинил предприятию крупный ущерб. Также было уничтожено свыше 5 тыс. тонн складированного на складе сахара. В ходе расследования было установлено, что имел место умышленный поджог.
В июле 1995 года Кабинет министров Украины утвердил решение о приватизации сахарного завода.
1 ноября 1995 года пропал без вести при неустановленных обстоятельствах директор А. М. Тарасовец, вышедший из здания завода после окончания рабочего дня. В дальнейшем, государственное предприятие было преобразовано в открытое акционерное общество.
В ноябре 2001 года хозяйственный суд Сумской области начал дело о банкротстве завода.
После банкротства предприятие получило новое наименование - Кириковский сахарный завод. В 2004 году его владельцем стала фирма ООО «Кристалл Инвест», при которой завод работал один сезон в течение 20 дней и переработал 24 тысячи тонн свеклы. Затем производство было остановлено, после чего почти все оборудование, два тепловоза и 1,5 километра железнодорожной колеи были демонтированы и сданы на металлолом. После того как в том же 2004 году «Кристалл Инвест» обанкротился и прекратил существование, завод ещё несколько раз переходил из одних рук в другие.
В 2006 году ООО "Кириковский сахарный завод" был частично восстановлен.
Начавшийся в 2008 году экономический кризис и вступление Украины в ВТО (облегчившее импорт сахара иностранного производства) осложнили положение предприятий сахарной промышленности. В сезон сахароварения 2007/2008 года Кириковский сахарный завод проработал всего три дня и произвел только 58 тонн сахара.